# Settala
Settala település Olaszországban, Lombardia régióban, Milánó megyében. Lakosainak száma 7339 fő (2023. január 1.). Settala Comazzo, Liscate, Mediglia, Pantigliate, Paullo, Rodano, Vignate és Merlino községekkel határos.

## Népesség
A település lakossága az elmúlt években az alábbi módon változott:
| Lakosok száma | 7411 | 7399 | 7343 | 7339 |
|               | 2013 | 2017 | 2018 | 2023 |